# Trixi Schuba
Trixi Schuba, född 15 april 1951 i Wien, är en österrikisk före detta konståkare.
Schuba blev olympisk guldmedaljör i konståkning vid vinterspelen 1972 i Sapporo.